# 西蒙伊斯菲柳
西蒙伊斯菲柳是巴西巴伊亚州的一个市镇。总面积192.163平方公里，总人口116662人，人口密度607.1人/平方公里。